# Carlo Taglioni
Carlo Taglioni (Torino, 1754 circa – Napoli, 8 aprile 1812) è stato un ballerino e coreografo italiano che iniziò la sua carriera alla corte ducale di Torino. È il padre di Filippo Taglioni, e il nonno della celebre ballerina Maria Taglioni.

## Biografia
Il suo debutto documentato avvenne nel 1773, come ballerino "grottesco", e nel 1778 ottenne la nomina a "Primo grottesco". Nel 1782 danzò a Venezia, sotto la direzione del coreografo Gasparo Angiolini, successivamente a Napoli nel 1786 e Palermo nel 1789.
Una delle prime esperienze coreografiche la realizzò nel 1791, componendo scene di vendemmia nel dramma Enea nel Lazio, rappresentato a Livorno nel Teatro degli Avvalorati. In seguito realizzò, nel 1792 a Firenze La Pazza per amore, balletto-pantomima. Danzò quindi a Livorno e Pisa nel 1794, e quindi mette in scena L'amor fra l'armi, ballo militare, debuttando al teatro dei Fratelli Prini, con partecipazione en travestì del giovanissimo figlio, Filippo (che fu poi interprete di numerose sue rappresentazioni successive) a Firenze nel 1795, a Roma, Siena e Udine, nonché alla Fenice di Venezia nel 1797-1798. Lì compose un balletto, Li sposi contenti, e i balli delle opere liriche Amor l'astuzia insegna e L'Isola piacevole.
Di questo stesso periodo sono La scuola olandese, ossia L'amante in statua, inteso per essere parte di un’opera lirica in scena nel 1796 al Teatro San Moisè e La recluta con inganno, ballo comico pantomima in cinque atti, composto e interpretato in occasione del carnevale veneziano del 1797, e rappresentato al San Moisè. In questa occasione partecipò la sua giovane figlia Luisa (1779 circa-1849), in seguito moglie del conte lionese Aimé Dubourg.
Nel 1809 fu coreografo a Vienna, dove suo figlio Filippo era ballerino.